# Anomala deserta
Anomala deserta är en skalbaggsart som beskrevs av Ohaus 1932. Anomala deserta ingår i släktet Anomala och familjen Rutelidae. Inga underarter finns listade i Catalogue of Life.